# Haus Sassendorf

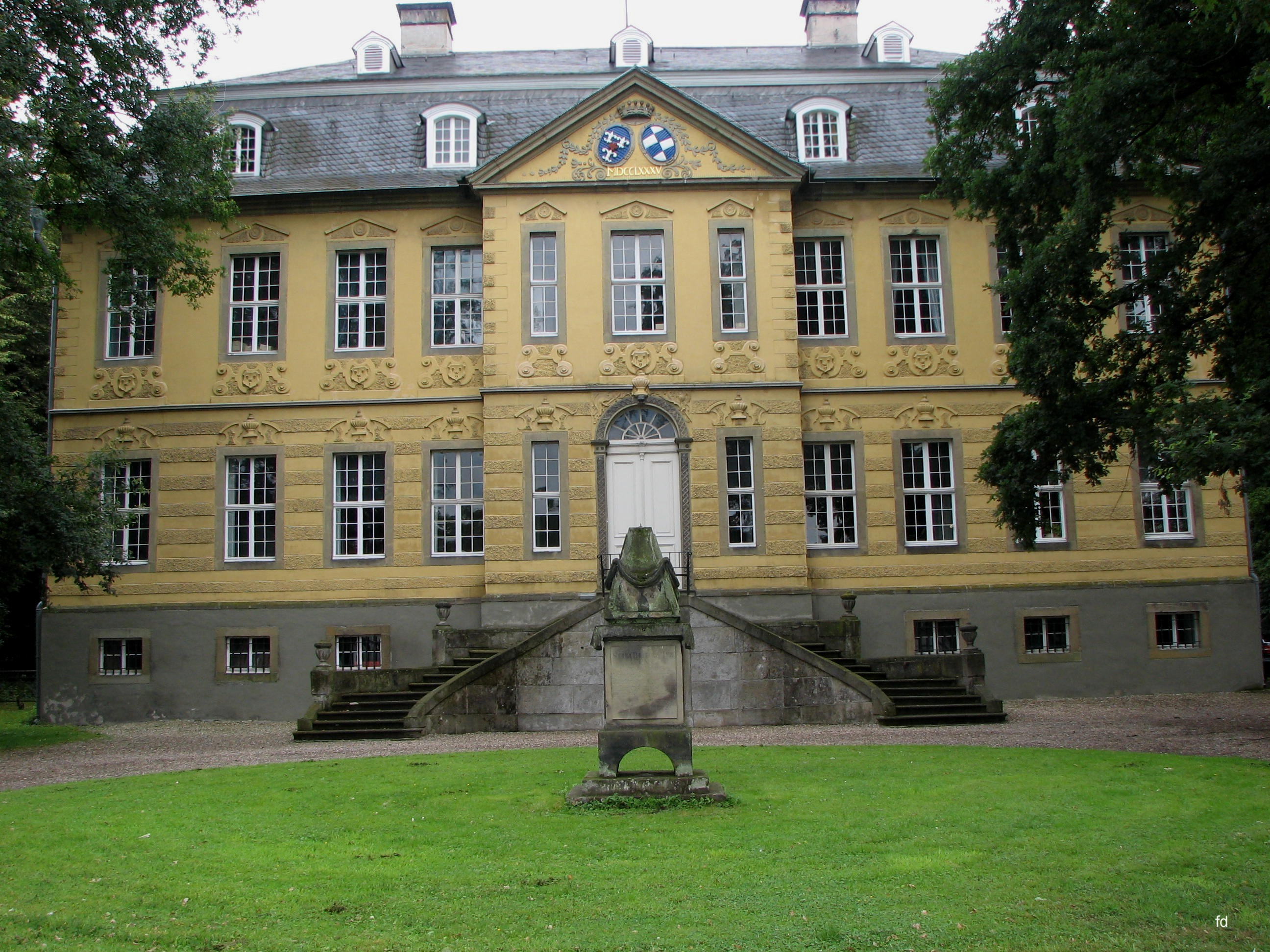
Haus Sassendorf

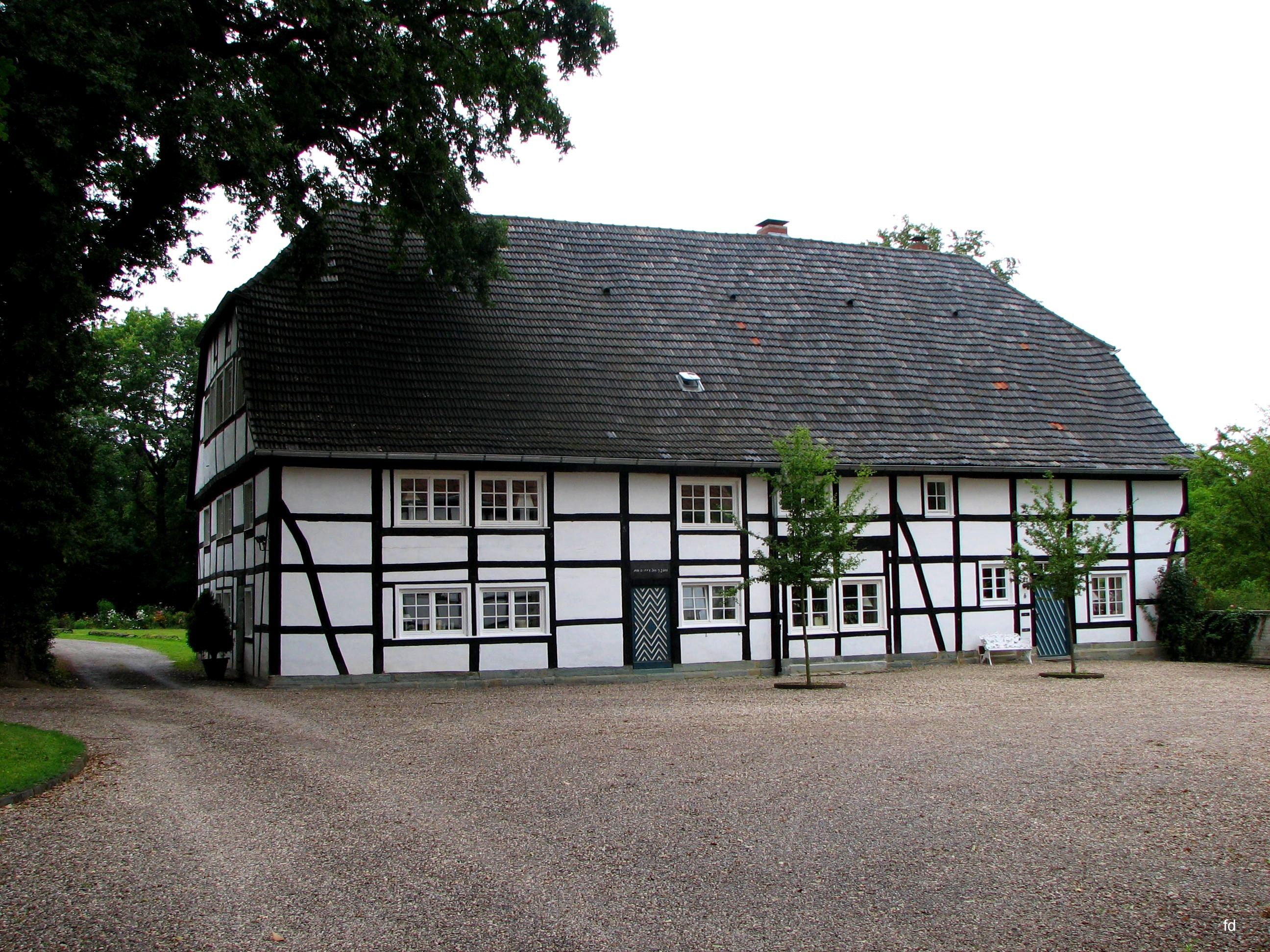
Wirtschaftsgebäude

Das denkmalgeschützte Haus Sassendorf befindet sich in Bad Sassendorf in Nordrhein-Westfalen.

## Geschichte
Im Jahr 1765 erwarb der Erbsälzer Franz von Bockum-Dolffs mit wirtschaftlicher Hilfe seines Bruders Diedrich Goswin von Bockum-Dolffs das freie Gut Sassendorf von Dietrich von Roßkampf und verlegte gegen Ende des 18. Jahrhunderts seinen Hauptsitz von Soest nach Bad Sassendorf.
Das barocke Herrenhaus wurde als Wasserschloss errichtet. Der Bau des heutigen Herrenhauses begann am 2. Juni 1783, weil das alte Gut Sassendorf im Siebenjährigen Krieg zerstört und nachfolgend abgerissen wurde. Der Außenbau wurde 1785 fertiggestellt. Ein Jahr später starb der Bauherr. Sein Sohn Johann Franz von Bockum-Dolffs ließ nachfolgend den Innenausbau durchführen. Der Ausbau wurde aber erst im Jahr 1810 fertiggestellt. Die beiden in Fachwerkbauweise ausgeführten Wirtschaftsgebäude grenzend an den davorliegenden Park. Im August 1968 brannte das linke Gebäude ab und wurde vier Jahre später wieder aufgebaut. Die Deutsche Stiftung Denkmalschutz unterstützte spätere Sanierungsmaßnahmen am Herrenhaus, die im Herbst 2006 abgeschlossen wurden.
Seit dem 12. August 1995 ist das Gebäude denkmalgeschützt.

## Besitzer
- Franz Johann von Bockum-Dolffs (1729–1786), Fideikommissherr (FKH), preuß. Kammerherr, ⚭ Sophia von Menge
- Dietrich Andreas von Bockum-Dolffs (1765–1799), kgl. preußischer Leutnant, ⚭ Sophie Schwieger
- Franz Johann Gottfried Theodor von Bockum-Dolffs (1766–1840) (Bruder des Vorigen), ⚭ Katharina (Kitty) Sontheim
- Theodor Matthias Franz Florenz Joseph Damian von Bockum-Dolffs (1798–1872), (FKH), kgl. preuß. Oberstleutnant,[3] ⚭ Pauline von Rosen
- Franz Theodor Friedrich Gustav von Bockum-Dolffs (1848–1895),[4] Ehrenamtmann,[5] (FKH), RR Johanniterorden, ⚭ Elfriede von Diemer
- Franz Theodor Paul Wilhelm von Bockum-Dolffs (1878–1915), (FKH), kgl. preuß. Rittmeister d. R.[6], ⚭ Elisabeth von Kottwitz
- Göddert Friedrich Franz von Bockum-Dolffs (1908–1941), (FKH), Oberleutnant, ⚭ Brigitta von Schultz-Granskevitz
- Sybilla von Bockum-Dolffs, Allod-Gutsbesitzerin seit 1941 auf Sassendorf und Ostheide, ⚭ Albert Simons[7]